# Chiesa dei Santi Pietro e Paolo (Taleggio)
La chiesa dei Santi Pietro e Paolo è un luogo di culto cattolico della località di Olda frazione di Taleggio in provincia e diocesi di Bergamo; fa parte del vicariato di San Giovanni Bianco-Sottochiesa.

## Storia
La chiesa dedicata ai santi Pietro e Paolo, risulta presenta fin dal XV secolo sul territorio di Olda, edificata tra il 1477 e il 1497, dipendente dalla parrocchiale di Sant'Ambrogio di Pizzino da cui fu dismembrata con decreto del 22 aprile 1494, anche se la piena autonomia fu raggiunta solo nel XVI secolo.
La chiesa primitiva fu completamente ricostruita una prima volta nel 1770.
La chiesa apparteneva alla arcidiocesi di Milano fino al 1784, anno in cui furono ridefiniti i confini tra le due diocesi, milanese e di Bergamo. Il passaggio durò il triennio 1784-1787. Il primo passaggio fu l'autorizzazione delle autorità civili, fu poi la Sacra congregazione concistoriale e la bolla pontificia di Pio VI del 13 novembre 1786 e il passaggio definitivo nel 1787, fu l'ufficialità delle autorità vescovili, venendo da subito inserita nella vicariato di Sottochiesa. La parrocchiale fu inserita nello stato del clero diocesano del 1861. Dal documento risulta che vi era un parroco coadiuvato da un cappellano e sussidiario era l'oratorio dedicato a Santa Maria Elisabetta.
Negli ultimi anni del XIX secolo, la chiesa non rispondeva più alle necessità dei parrocchiani, fu quindi ricostruita su progetto di Antonio Piccinelli, e il 15 agosto 1897 il nuovo edificio fu consacrato dal vescovo di Bergamo Gaetano Camillo Guindani che fece dono delle reliquie dei santi Alessandro di Bergamo, Prospero e Valentino che furono sigillate nella nuova mensa dell'altare maggiore. L'aula fu ultimata con i decori interni nel 1912 e nel 1926 fu edificato il porticato esterno. Nel 1935 la facciata fu ultimata con l'affresco posto sopra l'ingresso maggiore.
Con il decreto vescovile del 27 maggio 1979 del vescovo Giulio Oggioni, la parrocchiale fu inserita nel vicariato locale di San Giovanni Bianco-Sottochiesa.

## Descrizione

### Esterno
L'edificio di culto dal tradizionale orientamento liturgico con abside a est, è anticipato dal sagrato sui lati sud-ovest delimitato da una balaustra di cemento con vasi e fiamme, e completo di pavimentazione in porfido opus incertum. Il sagrato si collega con la viabile cittadina da una gradinata di otto alzate. La facciata è tripartita da quattro grandi lesene e presenta nella parte inferiore l'alto basamento in muratura. Le lesene sono complete di zoccolatura e sono coronate da capitelli corinzi. La sezione centrale è di misura maggiore e più avanzato rispetto a quelle laterali con due mezze lesene che sono di raccordo.
Il portale è posto centralmente con paraste in arenaria che reggono l'architrave e il triangolare poggiante su due mensole. La parte superiore ospita un affresco posto in una cornice sagomata barocca. Il dipinto raffigura la Madonna del Rosario tra i santi Francesco d'Assisi e Giovanni Bosco. Il frontone termina con il timpano curvo coronato da una croce. Le statue dei santi Pietro e Paolo spiccano sulla sommità dell'edificio. Lateralmente vi è un piccolo porticato con arcate a due campate.

### Interno
L'interno a croce latina con un'alta zoccolatura in graniglia verde che percorre tutta l'aula e lesene in stucco lucido a finto marmo complete di capitelli corinzi che reggono la trabeazione e il cornicione dove s'imposta la volta a botte. La controfacciata presente la bussola lignea, e il fonte battesimale inserito in una nicchia con cancellata in ferro, completo di vasca in marmo nero coperta dal tempietto a pianta poligonale ligneo, mentre la parte superiore presenta la cantoria.
La prima parte della navata è divisa da lesene in tre campate di misure differenti. Nella prima campata oltre alla lapide che ricorda la consacrazione della chiesa, è dedicata alla zona penitenziale con il confessionale ligneo. Nella seconda vi sono due pale d'altare in cornici di stucco. Le statue dei santa Agnese e sant'Anna sono poste in due nicchie della terza campata.
Il transetto presenta la cupola che poggia su quattro grandi archi. La a navata sinistra oltre l'ingresso conserva l'altare dedicato alla Madonna in legno con ancona lignea e la statua della Madonna col Bambino. Nella navata corrispondente a destra vi è l'altare ligneo dedicato a san Giuseppe e un ulteriore ingresso laterale che conduce al portico esterno. Un'ulteriore campata anticipa la zona presbiteriale a pianta rettangolare, rialzata da tre gradini con copertura da cupola ribassata e terminante con coro absidale semicircolare coperto da catino.
L'altare maggiore è in marmo bianco con fondelli policromi con la parte superiore composta dalla tribuna con quattro colonne, coronato dalla statue del di Cristo Redentore. Lateralmente vi sono in due sfondati la mensa degli arredi e il banco da parati lignei con schienali decorati con il coro composto di 17 stalli.
L'interno della chiesa è illuminato da tre finestre poste nel presbiterio, due nel transetto e altrettante nella navata.